# Miss Irlanda
Miss Irlanda (Miss Ireland) este un concurs de frumusețe care are loc pe plan național în Irlanda și la care pot participa numai femei necăsătorite. Concursul a avut loc și înainte de cel de al doilea război mondial. Printre câștigătoarele titlului se numără în anul 1929 Clara Russell-Stritch, 1930 Vera Curram și 1936 Dany O’Moore. Câștigătoarele concursului puteau candida pentru titlurile Miss World, Miss Europe sau mai demult pentru titlul Miss Universe.

## Câștigăatoarele tilului

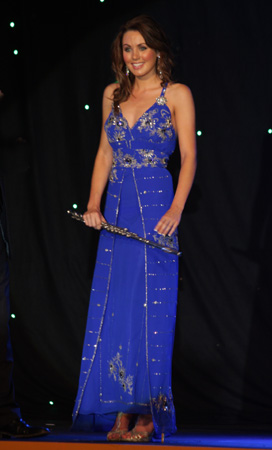
Sinéad Noonan, Miss Ireland 2008

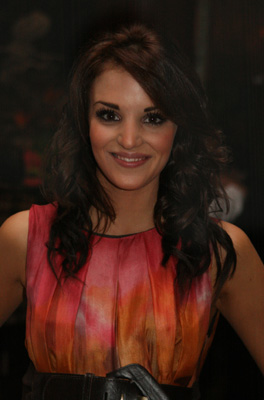
Blathnaid McKenna, Miss Ireland 2007

| Anul | Miss Ireland                 |
| ---- | ---------------------------- |
| 1952 | Eithne Dunne                 |
| 1953 | ?                            |
| 1954 | Connie Rodgers               |
| 1955 | Evelyn Foley                 |
| 1956 | Amy Kelly                    |
| 1957 | Nessa Welsh                  |
| 1958 | Susan Riddell                |
| 1959 | Ann Fitzpatrick              |
| 1960 | Irene Ruth Kane              |
| 1961 | Olive Ursula White           |
| 1962 | Muriel O’Hanlon              |
| 1963 | Joan Power                   |
| 1964 | Mairead Cullen               |
| 1965 | Gladys Anne Waller           |
| 1966 | Helen McMahon                |
| 1967 | Gemma McNabb                 |
| 1968 | June MacMahon                |
| 1969 | Hilary Clarke                |
| 1970 | Mary Elizabeth McKinley      |
| 1971 | June Glover                  |
| 1972 | Pauline Theresa Fitzsimons   |
| 1973 | Yvonne Costelloe             |
| 1974 | Julie Ann Farnham            |
| 1975 | Elaine Rosemary O’Hara       |
| 1976 | Jakki Moore                  |
| 1977 | Lorraine Bernadette Enriquez |
| 1978 | Lorraine Marion O’Conner     |
| 1979 | Maura McMenamim              |
| 1980 | Michelle Mary Teresa Rocca   |
| 1981 | Geraldine Mary McGrory       |
| 1982 | Roberta Brown                |
| 1983 | Patricia „Trish“ Nolan       |
| 1984 | Olivia Marie Tracey          |
| 1985 | Anne Marie Gannon            |
| 1986 | Rosemary Elizabeth Thompson  |
| 1987 | Adrienne Rock                |
| 1988 | Collette [Colette] Jackson   |
| 1989 | Barbara Ann Curran           |
| 1990 | Siobhan McClafferty          |
| 1991 | Amanda Brunker               |
| 1992 | Sharon Ellis                 |
| 1993 | Pamela Flood                 |
| 1994 | Anna Maria McCarthy          |
| 1995 | Joanne Black                 |
| 1996 | Niamh Marie Redmond          |
| 1997 | Andrea Roche                 |
| 1998 | Vivienne Doyle               |
| 1999 | Emir-Maria Holohan Doyle     |
| 2000 | Yvonne Ellard                |
| 2001 | Catrina Supple               |
| 2002 | Lynda Duffy                  |
| 2003 | Rosanna Diane Davison        |
| 2004 | Natasha Nic Gairbheith       |
| 2005 | Aoife Mary Cogan             |
| 2006 | Sarah Morrissey              |
| 2007 | Blathnaid McKenna            |
| 2008 | Sinéad Noonan                |
| 2009 | Laura Patterson              |